# Wrestle Kingdom 17
Wrestle Kingdom 17 è stata la diciassettesima edizione di Wrestle Kingdom, il più importante evento prodotto dalla New Japan Pro-Wrestling. Questa edizione oltre alla serata al Tokyo Dome del 4 gennaio 2023, ha avuto anche una seconda il 21 gennaio a Yokohama che come l'anno precedente si vedeva la sfida tra  NJPW e Pro Wrestling Noah.

## Incontri

### Serata 1
| #       | Incontro                                                                                                   | Stipulazione                                                         | Tempo |
| ------- | --- | -------------------------------------------------------------------- | ----- |
| P       | Ryohei Oiwa vs. Oleg Boltin                                                                                | Singles Match                                                        |       |
| P       | Partecipanti TBA                                                                                           | New Japan Rambo per decretare il nuovo KOPW 2023                     |       |
| Special | Yuji Nagata, Satoshi Kojima & Togi Makabe vs. Tiger Mask, Minoru Suzuki & Tatsumi Fujinami                 | Antonio Inoki Memorial Six Man Tag Team Match                        |       |
| 1       | CHAOS (Lio Rush & YOH) vs. Catch 2/2 (Francesco Akira & TJP) (c)                                           | Tag Team Match per gli IWGP Junior Heavyweight Tag Team Championship |       |
| 2       | KAIRI (c) vs. Tam Nakano                                                                                   | Singles Match per l'IWGP Women's Championship                        |       |
| 3       | FTR (Cash Wheeler & Dax Harwood) (c) vs. Bishamon (Hirooki Goto & Yoshi-Hashi)                             | Tag Team Match per gli IWGP Tag Team Championship                    |       |
| 4       | Zack Sabre Jr. vs. Ren Narita                                                                              | Singles Match per il NJPW World Television Title                     |       |
| 5       | Karl Anderson (c) vs. Tama Tonga                                                                           | Singles Match per il NEVER Openweight Championship                   |       |
| 6       | Hiroshi Tanahashi, Keiji Muto & Shota Umino vs. Los Ingobernables de Japon (Bushi, SANADA & Tetsuya Naito) | Keiji Muto's Last NJPW Match Six Man Tag Team Match                  |       |
| 7       | Taiji Ishimori (c) vs. El Desperado vs. Hiromu Takahashi vs. Master Wato                                   | Four Way Match per l'IWGP Junior Heavyweight Championship            |       |
| 8       | Will Ospreay (c) vs. Kenny Omega                                                                           | Singles Match per l'IWGP United States Heavyweight Championship      |       |
| 9       | Jay White (c) vs. Kazuchika Okada                                                                          | Singles Match per l'IWGP World Heavyweight Championship              |       |

### Serata 2
| # | Incontro | Stipulazione | Tempo |
| - | -------- | ------------ | ----- |
|   | TBA      |              |       |